# Aranyalbum 1971–76
1978-ban jelent meg az LGT Aranyalbum 1971–76 című válogatásalbuma. Megjelenése idején a zenekar 1977 előtti albumai nem voltak kaphatóak.

## Az album dalai

### 1. album
1. Egy dal azokért, akik nincsenek itt (Presser Gábor – Adamis Anna) – 4:55
2. Ezüst nyár (Presser Gábor – Adamis Anna) – 2:58
3. Kotta nélkül (Presser Gábor – Adamis Anna) – 6:32
4. A szerelem börtönében (Presser Gábor – Adamis Anna) – 3:06
5. Ringasd el magad (Presser Gábor – Adamis Anna) – 4:45
6. Miénk itt a tér (Presser Gábor – Adamis Anna) – 3:00
7. Kék asszony (Presser Gábor – Adamis Anna) – 3:32
8. Neked írom a dalt (Presser Gábor) – 5:17
9. Álomarcú lány (Somló Tamás – Adamis Anna) – 4:42
10. Egy elfelejtett szó (Presser Gábor – Adamis Anna) – 4:03

### 2. album
1. Mindenki (Presser Gábor) – 5:53
2. Ahogy mindenki (Presser Gábor) – 3:26
3. Ha a csend beszélni tudna (Somló Tamás – Adamis Anna) – 3:20
4. Valamit mindig valamiért (Somló Tamás – Adamis Anna) – 7:47
5. Fiú (Presser Gábor) – 3:42
6. Rajongás (Karácsony János – Adamis Anna) – 5:00
7. Tiltott gyümölcs (Somló Tamás – Adamis Anna) – 5:07
8. A Kicsi, a Nagy, az Arthur és az Indián (Presser Gábor – Adamis Anna) – 4:36

## Közreműködők
- Lásd a megfelelő albumoknál.